# NK Varteks Varaždin (2011.)
Nogometni klub Varteks Varaždin hrvatski je nogometni klub iz grada Varaždina. Trenutačno se natječe u 2. NL.

## Povijest
Klub je osnovan 29. svibnja 2011. skupštinom na kojoj su sudjelovali većinom pripadnici White Stonesa. Osnivači su kao glavni razlog istaknuli nezadovoljstvo stanjem u NK Varaždinu.
Navijači i ljubitelji su ga osnovali "iz čiste ljubavi prema NK Varteksu, s ciljem očuvanja tradicije i imena nekad velikog kluba uz koji smo rasli i za koji smo živjeli." i jer su iscrpili sva sredstva za spriječiti promjenu imena kluba, a nisu htjeli dopustiti da se zaboravi ime Varteks. Prema izjavi tajnika kluba i vođe White Stonesa Rikarda Kahline, projekt je dobio potporu klupskih legendi Dražen Besek, Robert Težački, Đuro Lukač, Mensur Duraković, Zoran Brlenić Klupske boje su plava i narančasta. Klub igra u dresovima u kakvima je igrao Varteks u 1990-im. Uzor su slične akcije FC United of Manchestera i Wimbledona koji je selidbom u drugu četvrt promijenio ime u MK Dons, a navijači su osnovali AFC Wimbledon.
Klub bilježi svoj prvi uspjeh u drugoj sezoni osvojivši 2. ŽNL Varaždinsku 2012./13. U sezoni 2014./15. NK Varteks završava na 4. mjestu, ali ipak ostvaruje promociju u MŽNL Čakovec – Varaždin.
U sezoni 2016./17. NK Varteks završava na 2. mjestu te ostvaruje promociju u 3. HNL – Istok.
Sezonu kasnije Varteks završava na posljednjem mjestu 3. HNL – Istok i ponovno se vraća u MŽNL Čakovec – Varaždin. U ljetnom prijelaznom roku u klub dolazi bivši igrač 'starog Varteksa', prekaljeni Veldin Karić. 
Sezonu 2018./19. Bumbari završavaju drugoplasirani te ponovo ostvaruju promociju u 3. HNL – Sjever.
U sezoni 2021/22, Varteks osvaja Županijski kup, pobjedom nad ekipom Bednje, a osvajaju ga i u sezonama 2023/24 i 2024/25.
Na ljeto 2024. trener kluba postaje Dražen Besek, legenda varaždinskog nogometa, a klub osvaja prvo mjesto u prvenstvu i plasira se direktno u 2. NL (treći rang natjecanja). Radi se o jedinstvenoj ligi, koja se igra u cijeloj Hrvatskoj i najvećem uspjehu u povijesti kluba. 

## Uspjesi
3. NL – Sjever
- Prvak: 2024./25.

4. NL (MŽNL) Čakovec – Varaždin
- Doprvak: 2016./17., 2018./19.

2. ŽNL Varaždin – Istok:
- Prvak: 2012./13.

Kup Varaždinske županije
- Osvajač: 2021./22., 2023./24., 2024./25.

## Pregled po sezonama
| sezona    | rang lige | liga                     | poz.    | klubova u ligi | ut      | pob     | ner     | por     | gol+    | gol-    | bod     | napomena            |
| Varteks   | Varteks   | Varteks                  | Varteks | Varteks        | Varteks | Varteks | Varteks | Varteks | Varteks | Varteks | Varteks |                     |
| --------- | --------- | ------------------------ | ------- | -------------- | ------- | ------- | ------- | ------- | ------- | ------- | ------- | ------------------- |
| 2011./12. | V.        | 2. ŽNL Varaždin – Istok  | 3.      | 11             | 20      | 10      | 5       | 5       | 54      | 27      | 35      |                     |
| 2012./13. | V.        | 2. ŽNL Varaždin – Istok  | 1.      | 12             | 22      | 17      | 5       | 0       | 73      | 16      | 56      |                     |
| 2013./14. | IV.       | 1. ŽNL Varaždinska       | 13.     | 16             | 30      | 8       | 12      | 10      | 41      | 43      | 36      |                     |
| 2014./15. | V.        | 1. ŽNL Varaždinska       | 4.      | 16             | 30      | 17      | 5       | 8       | 77      | 35      | 56      |                     |
| 2015./16. | IV.       | MŽNL Čakovec – Varaždin  | 7.      | 16             | 30      | 13      | 3       | 14      | 48      | 49      | 42      |                     |
| 2016./17. | IV.       | MŽNL Čakovec – Varaždin  | 2.      | 16             | 30      | 19      | 6       | 5       | 62      | 32      | 63      |                     |
| 2017./18. | III.      | 3. HNL – Istok           | 16.     | 16             | 30      | 6       | 8       | 16      | 27      | 52      | 26      |                     |
| 2018./19. | IV.       | 4. NL Čakovec – Varaždin | 2.      | 16             | 30      | 19      | 4       | 7       | 81      | 32      | 61      |                     |
| 2019./20. | III.      | 3. HNL – Sjever          | 5.      | 12             | 16      | 8       | 5       | 3       | 41      | 21      | 20      | prvenstvo prekinuto |
| 2020./21. | III.      | 3. HNL – Sjever          | 8.      | 12             | 27      | 9       | 7       | 11      | 43      | 51      | 34      |                     |
| 2021./22. | III.      | 3. HNL – Sjever          | 9.      | 12             | 27      | 7       | 5       | 15      | 32      | 52      | 26      |                     |
| 2022./23. | IV.       | 3. NL – Sjever           | 3.      | 12             | 27      | 15      | 6       | 6       | 51      | 31      | 51      |                     |
| 2023./24. | IV.       | 3. NL – Sjever           | 4.      | 10             | 27      | 13      | 7       | 7       | 48      | 26      | 46      |                     |
| 2024./25. | IV.       | 3. NL – Sjever           | 1.      | 16             | 30      | 22      | 3       | 5       | 72      | 23      | 69      |                     |
| 2025./26. | III.      | 2. NL                    |         | 16             |         |         |         |         |         |         |         |                     |

## Poznati igrači
- Tihomir Šoštarić[7]
- Veldin Karić
- Neven Vukman
- Saša Dreven
- Dejan Glavica
- Josip Golubar
- Ivan Režić
- Leon Benko
- Matija Katanec
- Zoran Kastel

## Vanjske poveznice
- Službena stranica
- NK Varteks – Facebook
- NK Varteks – YouTube
- Profil, HNS Semafor
- NK Varteks – Transfermarkt